# 霍博肯 (新泽西州)
霍博肯（英語：Hoboken，/ˈhoʊboʊkən/ HO-bo-ken）是位于美国新泽西州东北部哈德遜縣哈德遜河畔的一座城市，人口50,005（2010年）。霍博肯与曼哈顿隔河相望，属于纽约都会区的一部分。其境内的火车站Hoboken Terminal是新泽西重要的交通枢纽。史蒂文斯理工學院位于此地。

## 名人
- 霍华德·艾肯：计算机先驱、IBM前主要工程师
- 张德培：网球运动员
- 艾尔弗雷德·金西：性心理学家
- 阿爾弗雷德·克羅伯：人类学家
- 多蘿西·蘭格：摄影师
- G·戈登·利迪：水门事件主要参与者
- 乔·潘托利亚诺：演员
- 弗兰克·西纳特拉：歌手、演员
- 艾尔弗雷德·施蒂格利茨：摄影师
- 皮娅·扎多拉：歌手、演员
- 巴迪·瓦拉索：蛋糕烘焙師、電視實境節目《蛋糕天王》主持人

## 航空交通
霍博肯没有机场。虽然机长萨利曾将全美航空1549号班机降落在哈德逊河的霍博肯段，但其航空出行主要还是依靠纽瓦克自由国际机场，拉瓜迪亚机场和约翰·菲茨杰拉德·肯尼迪国际机场。这些机场都由紐約與新澤西港務局经营。